# Charles Smith (żeglarz)
Charles Earl Smith (ur. 21 października 1889 w San Diego, zm. 2 stycznia 1969 w Los Angeles) – amerykański żeglarz sportowy, medalista olimpijski.
Podczas letnich igrzysk olimpijskich w Los Angeles (1932) zdobył, wspólnie z Robertem Carlsonem, Temple’em Ashbrookiem, Donaldem Douglasem i Fredericem Conantem, srebrny medal w żeglarskiej klasie 6 metrów na łodzi Gallant.